# Viktor Gyökeres
Viktor Einar Gyökeres (* 4. Juni 1998 in Stockholm) ist ein schwedischer Fußballspieler. Er ist Nationalspieler Schwedens und steht beim FC Arsenal unter Vertrag.

## Karriere

### Vereine
Gyökeres wechselte 2013 von IFK Aspudden-Tellus zu IF Brommapojkarna und spielte anfangs in der U17-Auswahl des Vereins. Er durchlief die Jugendmannschaften und gab zwei Jahre später sein Debüt in der ersten Mannschaft. Er erzielte seine ersten Tore für den Verein am 20. August 2015 bei einem 3:0-Sieg im Svenska Cupen gegen IF Sylvia. Im folgenden Jahr erzielte Gyökeres sieben Tore in der Division 1 2016, womit er zum Wiederaufstieg von Brommapojkarna in die Superettan beitrug. In der folgenden Saison 2017 konnte er 13 Treffer in 29 Spielen in der Superettan erzielen und half dem Verein damit in die Fotbollsallsvenskan aufzusteigen.
Er wechselte am 1. Januar 2018 zu Brighton & Hove Albion und begann mit dem Training bei der U-23-Mannschaft des Vereins. Er machte sein Debüt in der ersten Mannschaft für Brighton am 28. August 2018 bei einer 0:1-Niederlage im League Cup gegen den FC Southampton. Er absolvierte kein Spiel in der Premier League in dieser Saison. Im Juli 2019 wechselte er für die Saison 2019/20 zum deutschen Zweitligisten FC St. Pauli. Er gab sein Debüt als Einwechselspieler bei einem 1:1-Unentschieden im Auswärtsspiel bei Arminia Bielefeld. Gyökeres erzielte sein erstes Tor für St. Pauli am 29. September, als er das zweite Tor eines 2:0-Heimsiegs gegen den SV Sandhausen schoss.
Am 2. Oktober 2020 wechselte Gyökeres für den Rest der Saison 2020/21 auf Leihbasis zu Swansea City. Das Leihgeschäft wurde über das Saisonende hinaus verlängert, bis Brighton den Spieler am 14. Januar 2021 zurückberief. Einen Tag später wurde Gyökeres an Coventry City weiterverliehen. Zur Saison 2021/22 wurde Gyökeres dauerhaft von Coventry verpflichtet, wo er einen Dreijahresvertrag unterschrieb. In seiner ersten vollen Spielzeit in Coventry konnte der Angreifer mit 17 Toren glänzen und wurde damit siebtbester Torschütze der Liga.
Nach einer weiteren überzeugenden Saison wechselte er im Sommer 2023 zu Sporting Lissabon und unterschrieb dort einen Vertrag bis 2028. Gyökeres beendete seine erste Saison beim Verein als Torschützenkönig der Primeira Liga mit 29 Treffern, womit er nach Mats Magnusson in der Saison 1989/90 der zweite schwedische Spieler war, der Torschützenkönig in Portugal wurde. Er gewann außerdem die portugiesische Meisterschaft mit Sporting. In seiner zweiten Saison wurde er erneut Meister und Torschützenkönig mit Sporting.
Im Juli 2025 wechselte er zum FC Arsenal.

### Nationalmannschaft
Er nahm mit der schwedischen Auswahl an der U-19-Europameisterschaft 2017 teil, erzielte drei Tore und wurde in die beste Elf des Turniers gewählt.
Am 8. Januar 2019 gab Gyökeres sein Debüt für Schwedens A-Nationalmannschaft bei einer 0:1-Niederlage gegen Finnland. Drei Tage später erzielte er sein erstes Tor für Schweden bei einem 2:2 gegen Island.

## Persönliches
Gyökeres ist durch seinen Großvater ungarischer Abstammung und besitzt neben der schwedischen auch die ungarische Staatsbürgerschaft.
Gyökeres war in einer Langzeitbeziehung mit der Profifußballerin Amanda Nildén. Die beiden lernten sich kennen, als sie als Teenager bei IF Brommapojkarna in der Stockholmer Vorstadt spielten. Im Januar 2024 wurde bekannt, dass er eine Beziehung mit der portugiesischen Schauspielerin Inês Aguiar begonnen hatte.

## Titel
Vereine
- Portugiesischer Meister (2): 2024, 2025 (beide Sporting Lissabon)
- Portugiesischer Pokalsieger: 2025 (Sporting Lissabon)

Individuell
- Torschützenkönig
  - der UEFA Nations League: 2025
  - der Primeira Liga (2): 2024, 2025
  - der Taça de Portugal: 2025
  - der Taça da Liga: 2025
- IFFHS World's Best Goal Scorer: 2024
- IFFHS World's Best Top Division Goal Scorer: 2024
- Schwedens Fußballer des Jahres: 2024